# Лунтовский, Георгий Иванович
Гео́ргий Ива́нович Лунтовский (12 апреля 1950, Курск — 10 марта 2024, Москва) — российский банковский деятель, заместитель председателя правления Центрального банка России в период 1999—2017 годов. Депутат Государственной думы Российской Федерации II созыва.

## Биография
После прохождения службы в Советской армии (1969—1971) работал инженером в Курской областной конторе Стройбанка СССР. В 1973 году назначен руководителем группы технического надзора за капитальным строительством Управления бытового обеспечения исполкома Курской области. В 1974—1979 годы — кредитный инспектор, заместитель начальника отдела подрядных организаций, начальник отдела по контролю за использованием фонда заработной платы в строительстве Курской областной конторы Стройбанка СССР. В 1978 году окончил Всесоюзный заочный финансово-экономический институт.
В 1979—1985 годы — на БАМе, работал заместителем начальника отдела финансирования и кредитования подрядных организаций, управляющий Чарским отделением Байкало-Амурской конторы Стройбанка СССР (город Тында).
С 1985 года работал в Воронеже, был заместителем начальника управления строительства «Воронежводстроя». В 1986 году назначен управляющим Коминтерновским отделением Госбанка СССР, в 1988 году — заместителем начальника Воронежского областного управления Госбанка СССР и начальником отдела координации деятельности банков данной организации. В 1990 году стал начальником Воронежского областного управления Промстройбанка СССР.
В 1991 году стал председателем правления коммерческого банка «Воронежкредитпромбанк», а в 1992 году — генеральным директором акционерного коммерческого банка «Воронеж».
В период 1996—1999 годов — депутат Госдумы II созыва от фракции «Наш дом — Россия», был членом комитета по бюджету, налогам, банкам и финансам.
В 1997 году окончил Академию народного хозяйства при Правительстве Российской Федерации, кандидат экономических наук.
В 1999 году назначен заместителем председателя Центрального банка России, в 2005 году стал первым зампредом Центробанка. В 2017 году освобождён от должности. С 2017 по 10 марта 2024 года возглавлял Ассоциацию российских банков. 
Ушел из жизни 10 марта 2024 года в возрасте 73 лет после тяжелой болезни.

## Награды
- Орден «За заслуги перед Отечеством» IV степени (17 июня 2010) — за большой вклад в развитие отечественной банковской системы и многолетнюю добросовестную работу[7]
- Почётная грамота Президента Российской Федерации (8 апреля 2013) — за достигнутые трудовые успехи, многолетнюю добросовестную работу и активную общественную деятельность[8]